# دنی دایتون
دنی دایتون (انگلیسی: Danny Dayton؛ ۲۰ نوامبر ۱۹۲۳ – ۶ فوریهٔ ۱۹۹۹) یک هنرپیشه اهل ایالات متحده آمریکا بود.
او در فیلم عقب‌مانده تاریک بازی کرده است.